# Saint Lucia ai Giochi olimpici
Saint Lucia ha partecipato per la prima volta ai Giochi olimpici nel 1996.
Il Comitato Olimpico di Saint Lucia, creato nel 1987, venne riconosciuto dal CIO nel 1993.
Ai Giochi di Parigi 2024 Saint Lucia ha conquistato la sua prima medaglia olimpica, quella dei 100 metri piani di atletica leggera da parte di Julien Alfred, mentre non ha mai partecipato ai Giochi olimpici invernali.

## Medaglieri

### Medaglie alle Olimpiadi estive
| Giochi              | Oro | Argento | Bronzo | Totale |
| ------------------- | --- | ------- | ------ | ------ |
| Atlanta 1996        | 0   | 0       | 0      | 0      |
| Sydney 2000         | 0   | 0       | 0      | 0      |
| Atene 2004          | 0   | 0       | 0      | 0      |
| Pechino 2008        | 0   | 0       | 0      | 0      |
| Londra 2012         | 0   | 0       | 0      | 0      |
| Rio de Janeiro 2016 | 0   | 0       | 0      | 0      |
| Tokyo 2020          | 0   | 0       | 0      | 0      |
| Parigi 2024         | 1   | 1       | 0      | 2      |
| Totale              | 1   | 1       | 0      | 2      |

### Medagliati
| Medaglia | Atleta        | Edizione    | Sport            | Evento         |
| -------- | ------------- | ----------- | ---------------- | -------------- |
| Oro      | Julien Alfred | Parigi 2024 | Atletica leggera | 100m femminili |
| Argento  | Julien Alfred | Parigi 2024 | Atletica leggera | 200m femminili |